# Emil Carlebach
Pour les articles homonymes, voir Carlebach.
Emil Carlebach (né le 10 juillet 1914 à Francfort-sur-le-Main, mort le 9 avril 2001 dans la même ville) est un homme politique allemand communiste, résistant au nazisme, journaliste et écrivain allemand.

## Biographie
Emil Carlebach est issu de la famille de rabbins Carlebach, active en Allemagne depuis plusieurs générations et fondée à Lübeck par le frère de son grand-père Nathan Carlebach (1844-1912), Salomon Carlebach. Son père Moritz Carlebach (1879-1939), commerçant, n'est pas religieux, comme les autres Carlebach de Francfort. Après l'abitur, il entame un apprentissage commercial conformément aux souhaits de son père.
Emil Carlebach rompt avec l'attitude bourgeoise et conservatrice de ses parents lorsqu'il est adolescent. En 1931, il rejoint la Ligue des jeunes communistes d'Allemagne (KJVD). Début 1934, Emil Carlebach est condamné à trois ans de prison pour avoir distribué des journaux syndicaux antifascistes. Après un emprisonnement régulier, notamment à la prison de Hamelin, il est emmené au camp de concentration de Dachau en 1937 et incarcéré au camp de concentration de Buchenwald à partir de 1938. Il agit dans l'organisation de résistance illégale et comme ancien du bloc des prisonniers juifs. Emil Carlebach est un des 200 juifs réclamés comme ouvriers spécialisés à Buchenwald, ce qui lui permit d’échapper au transport à Auschwitz. Selon son propre récit, il « donna le signal de la mutinerie le 4/5 avril 1945 ». Après la libération du camp, les anciens prisonniers de Buchenwald l'élisent porte-parole, il deviendra vice-président du Comité international de Buchenwald.
Après 1945, il est d'abord conseiller municipal de Francfort, puis membre du parlement du Land de Hesse et travaille à sa Constitution.
Il est cofondateur et titulaire de la licence de la Frankfurter Rundschau, mais est démis de ses fonctions en 1947 à l'instigation des autorités militaires américaines (ordres du général Lucius D. Clay). Il est aussi cofondateur de l'Association des persécutés du régime nazi (VVN).
De 1950 à 1952, Carlebach a un litige avec Margarete Buber-Neumann. Carlebach nie la responsabilité de Staline dans la persécution des communistes allemands en Union soviétique ; il gardera toujours cette croyance. Buber-Neumann poursuit Carlebach pour insulte et calomnie parce qu'il l'avait décrite comme une trotskyste et une agente américaine. Dans le cadre de ce litige juridique, le comportement de Carlebach à l'égard des prisonniers communistes de Buchenwald pas "fidèles à la ligne" est critiqué ; son camarade de camp Benedikt Kautsky l'accuse d'être directement responsable de la mort d'au moins deux prisonniers polonais. Carlebach se défend ensuite contre cette dernière accusation : lorsque l'historien contemporain Hans Schafranek imprime la déclaration solennelle de Kautsky en 1990, Carlebach le poursuit en justice pour obtenir une injonction et des dommages et intérêts.
Comme Carlebach est menacé de poursuites pénales après l'interdiction du KPD en 1956 en raison de ses activités continues, désormais illégales, pour le parti, il fuit vers la République démocratique allemande. Là, il peut poursuivre son activité politique en tant qu'employé de la radio Deutscher Freiheitssender 904. Après son retour en République fédérale en 1969, il exerce diverses fonctions au sein du VVN-BdA, du DKP et de l'Union des journalistes allemands (dju) jusqu'à sa mort.
Il se présente aux élections régionales de 1978 en Hesse dans la circonscription 38 (Francfort) et obtient 318 voix, après avoir obtenu 557 voix dans la même circonscription quatre ans plus tôt. Aux élections régionales de 1983 et 1987, il se présente pour le DKP dans la circonscription de Francfort-sur-le-Main II et y obtient 0,6 % et 0,4 % des voix.
Emil Carlebach se marie deux fois, le premier mariage prend fin lorsque sa femme décède des suites d'une maladie ; il laisse derrière lui une fille (décédée en 2012), une petite-fille et un beau-fils. Il est enterré au cimetière principal de Francfort.
En raison de sa résistance au nazisme, Emil Carlebach reçoit la médaille Johanna-Kirchner de la ville de Francfort-sur-le-Main en 1991.
En 2017, l'une des sœurs d'Emil, Liesel, raconte à des étudiants de Francfort-sur-le-Main, en tant que témoin contemporain, comment elle est arrivée en Angleterre à bord d'un transport pour enfants en 1939, à l'âge de 15 ans, puis est partie au Canada pendant quelques années et puis en Californie, où elle s'appelle Lee Edwards.